# Rogério Peres Claro
Rogério Noel Peres Claro (Setúbal, 6 de outubro de 1921 — 2 de novembro de 2015) foi um professor do ensino comercial e industrial, jornalista e divulgador da história da cidade de Setúbal.

## Biografia

### Formação académica
Rogério Peres Claro realizou o curso dos liceus no Liceu Nacional de Setúbal (atual Escola Secundária de Bocage) e licenciou-se em Filologia Românica na Universidade de Lisboa. 

### Atividade na educação
Rogério Peres Claro iniciou a sua carreira docente como professor do ensino técnico profissional em 1943, tendo sido diretor da Escola Industrial e Comercial de Estremoz (atual Escola Secundária Rainha Santa Isabel) entre 1952 e 1961 e da Escola Industrial e Comercial de Setúbal (atual Escola Secundária Sebastião da Gama) entre 1961 e 1970.
Entre 1970 e 1975 desempenhou as funções de Inspetor Provincial da Educação em Moçambique. Entre 1979 e 1982 foi Diretor dos Serviços de Educação e Cultura do Território de Macau.

### Atividade política
Rogério Peres Claro foi deputado à Assembleia Nacional, na VII legislatura (1957-1961), pelo círculo de Portalegre e nas IX (1965-1969) e X legislaturas (1969-1973), pelo círculo de Setúbal.
Nas três legislaturas foi secretário da Comissão de Educação Nacional, Cultura Popular e Interesses Espirituais e Morais.
Foi subdelegado da Ala de Setúbal da Mocidade Portuguesa entre 1949 e 1952 e vice-presidente da Comissão Distrital da União Nacional, de Setúbal.
Em ligação com a atividade jornalística foi presidente da direção do Grémio Nacional da Imprensa Não Diária

### Atividade jornalística
Para além de colaboração dispersa por diversas publicações periódicas, destacam-se:
- O Jornal de Estremoz (semanário fundado em 1955) de que foi proprietário e editor[7]
- A Voz do Desporto (1955), de que foi proprietário[8]
- O Distrito de Setúbal (1951-2002), de que foi diretor.[9].
- A revista Cetóbriga, fundada em 1964, de que foi diretor.[10]

## Homenagens que recebeu
- Medalha de honra da cidade de Setúbal, na classe de atividades culturais.

## Obras publicadas

### Obras sobre a história de Setúbal
- Setúbal no Século XVIII : As Informações Paroquiais de 1758. Setúbal, 1957.

Reeditado com o título Setúbal Após o Terramoto de 1755 : As Informação Paroquiais de 1758. Setúbal : Centro de Estudos Bocageanos, 2011, ISBN 978-989-8361-06-6
- Setúbal de há 100 anos : 1876. Setúbal, 1976
- Setúbal de há 100 anos : 1877. Setúbal, 1977
- Setúbal de há 100 anos : 1878. Setúbal, 1978
- Setúbal de há 100 anos : 1879. Setúbal, 1979
- Setúbal de há 100 anos : 1880-1881. Setúbal, 1985
- Setúbal de há 100 anos : 1882-1885. Setúbal, 1988
- Setúbal de há 100 anos : 1886-1887. Setúbal, 1991. ISBN 972-9160-05-8
- O que era a Taxa Ad-Valorem : Para a História da Cidade de Setúbal. Setúbal, 1986
- Setúbal na História (Coordenação). Setúbal : Liga dos Amigos de Setúbal e Azeitão, 1990.
- Um Século de Ensino Técnico Profissional em Setúbal: Da Escola de Desenho Industrial Princesa D. Amélia à Escola Seundária Sebastião da Gama: 1888-1988. Setúbal : Câmara Municipal de Setúbal, 2000. ISBN 972-9016-34-8.

### Outras obras
- Eça de Queirós e a Europa. Setúbal, 1958
- Homenagem Nacional a Bocage : II Centenário : Antologia. (Seleção, prefácio e notas). Setúbal : Junta Distrital de Setúbal, 1965.
- Cartas do Diretor aos Alunos e Alunas da Escola Industrial e Comercial de Setúbal. Setúbal, 1972
- Versos do Cantador de Setúbal : António Maria Eusébio (O Calafate). (Organização, introdução e notas).

1.º vol., Lisboa : Ulmeiro, 1985
2.º vol., Lisboa : Ulmeiro, 1985
3.º vol., Setúbal : Centro de Estudos Bocageanos, 2008
- Dr. Francisco Paula Borba : Primeiro Cidadão Honorário de Setúbal. Setúbal, 1986.
- A Administração Escolar em Macau : 1979-1982 : Da Repartição da Educação à Direção dos Serviços de Educação e Cultura. Com ALVES, Maria Irene. Macau : Direção dos Serviços de Educação e Juventude, 1997. ISBN 972-8091-50-8

### Traduções
- Istrati, Panait. A Casa Thuringer. Lisboa, 1949.
- Petrescu, Cezar. A Sinfonia Fantástica. Lisboa : Gleba, 1946 [11]